# Andron (Politiker)
Andron (altgriechisch Ἄνδρων) war ein vornehmer Athener, der im späten 5. Jahrhundert v. Chr. in seiner Heimatstadt politisch aktiv war.
Andron war Sohn eines Androtion und Vater des gleichnamigen Verfassers eines historischen Werks über die Geschichte Athens.  Er war im Umgang mit Hippias von Elis und anderen Sophisten gebildet. 411 v. Chr. nahm er am oligarchischen Regime des Rats der Vierhundert teil und klagte danach den Redner Antiphon an. Laut Demosthenes saß er später als Staatsschuldner lange Zeit im Gefängnis.